# Filimon Cârdei
Filimon Cârdei (ortografiat și Filimon Cîrdei) (n. 1903, Bilca, județul Suceava – d. 13 noiembrie 1971, Iași) a fost profesor universitar, doctor în entomologie la universitatea din Iași.
După ce a absolvit școala primară din satul natal, a urmat la Liceul „Eudoxie Hurmuzachi” din Rădăuți, pe care l-a absolvit în anul 1924. S-a înscris apoi la Universitatea din Cernăuți, Facultatea de Științe, unde a obținut licența în 1930. După absolvirea facultății și-a început cariera pedagogică ca profesor de liceu la Huși. Între anii 1931-1939 a lucrat ca profesor secundar la mai multe licee din Moldova și Bucovina.
Din 1940, până la sfârșitul vieții, a predat la Universitatea „Al. I. Cuza” din Iași, Facultatea de biologie-geografie, unde a fost o lungă perioadă titularul disciplinei de Entomologie, apoi șef al Catedrei de Zoologie. În anul 1944, a susținut teza de doctorat în științele naturii, specialitatea zoologie.
Filimon Cârdei a avut un rol însemnat în dezvoltarea entomologiei prin cercetările sale privind cunoașterea Odonatelor, Formicidelor și a unor Coccinelide și Chrysomelide. În colaborare cu Mircea Varvara, Felicia Bulimar și C. Husanu, a abordat cercetarea unor Coccinelide și Chrysomelide din Moldova. Volumul cu studii asupra Opilionidelor și al Odonatelor, publicat în seria Fauna R.S.R., îl consacră drept specialist în acest domeniu. A cercetat, de asemenea și Formicidele, împreună cu colaboratoarea sa cea mai apropiată, Felicia Bulimar.
Filimon Cârdei a întocmit o colecție de 30.000 de exemplare de insecte și alte nevertebrate, grupate în 7.000 de specii. Aceasta se află în păstrarea Muzeului Universității „Al.I. Cuza” din Iași.
Filimon Cârdei a decedat la 13 noiembrie 1971 și a fost înhumat in cimitirul din localitatea natala.

## Lucrări
- Entomologie generală (curs), publicat de Universitatea "Al. I. Cuza, Iași, 1956
- Odonata (autori: Filimon Cîrdei și Felicia Bulimar), 274 p, Ed. Academiei Republicii populare Române, 1965
- Fauna Republicii Populare Române vol. 7 (autori: Filimon Cîrdei și Felicia Bulimar), Editura: Academiei R.P.R., 1965
- Fauna Republicii Populare Române vol. 9 (autori: Filimon Cîrdei și Felicia Bulimar), Editura: Academiei R.P.R., 1965